# ウェイド・マッキー
ウェイド・パトリック・マッキー（Wade Patrick Mackey、1987年1月5日 - ）は、アメリカ合衆国・カリフォルニア州ロサンゼルス出身の野球選手。ポジションは投手。現在は独立リーグのアメリカン・アソシエーションのリンカーン・ソルトドッグスに所属している。右投右打。

## 経歴
2012年に第3回WBC予選の南アフリカ代表に選出された。